# Suspects: Mansão Mistério
Suspects: Mansão Mistério é um jogo de dedução social desenvolvido e publicado pela empresa brasileira Wildlife Studios. Lançado em março de 2021 para dispositivos móveis com sistemas Android e iOS e em , o jogo apresenta uma jogabilidade semelhante à de Among Us, mas com ambientação em uma mansão e personagens antropomórficos.

## Jogabilidade
Em Suspects: Mansão Mistério, até dez jogadores participam de uma partida, assumindo os papéis de convidados ou assassinos. Os convidados devem realizar tarefas pela mansão enquanto tentam identificar os assassinos infiltrados. Por outro lado, os assassinos têm como objetivo eliminar os convidados sem serem descobertos. O jogo diferencia-se por incluir um sistema de chat de voz integrado, permitindo discussões em tempo real entre os jogadores durante as reuniões para identificar os suspeitos.

## Desenvolvimento e Recepção
Desenvolvido pela Wildlife Studios, um dos maiores estúdios de jogos mobile do Brasil, Suspects rapidamente alcançou popularidade nas lojas de aplicativos, figurando entre os jogos mais baixados na Google Play Store e na App Store em abril de 2021.
Em reconhecimento ao seu sucesso, o jogo foi premiado na Categoria "Best Competitive" no Google Play Best of 2021.

## Eventos e Colaborações
Durante o BIG Festival de 2021, Suspects: Mansão Mistério sediou seu primeiro campeonato oficial, com inscrições abertas ao público e uma premiação total de R$ 14.000,00.
Além disso, o jogo contou com uma colaboração com o streamer brasileiro Gaules, que resultou no lançamento de uma skin exclusiva inspirada na sua comunidade, conhecida como "Tribo". A skin inclui elementos característicos do streamer, como o elmo Gaules e as cores da bandeira do Brasil.

## Ligações Externas
- Suspects: Mansão Mistério (site oficial) (em inglês)
- Suspects: Mansão Mistério na Google Play
- Suspects: Mansão Mistério na App Store